# Subtropische cycloon

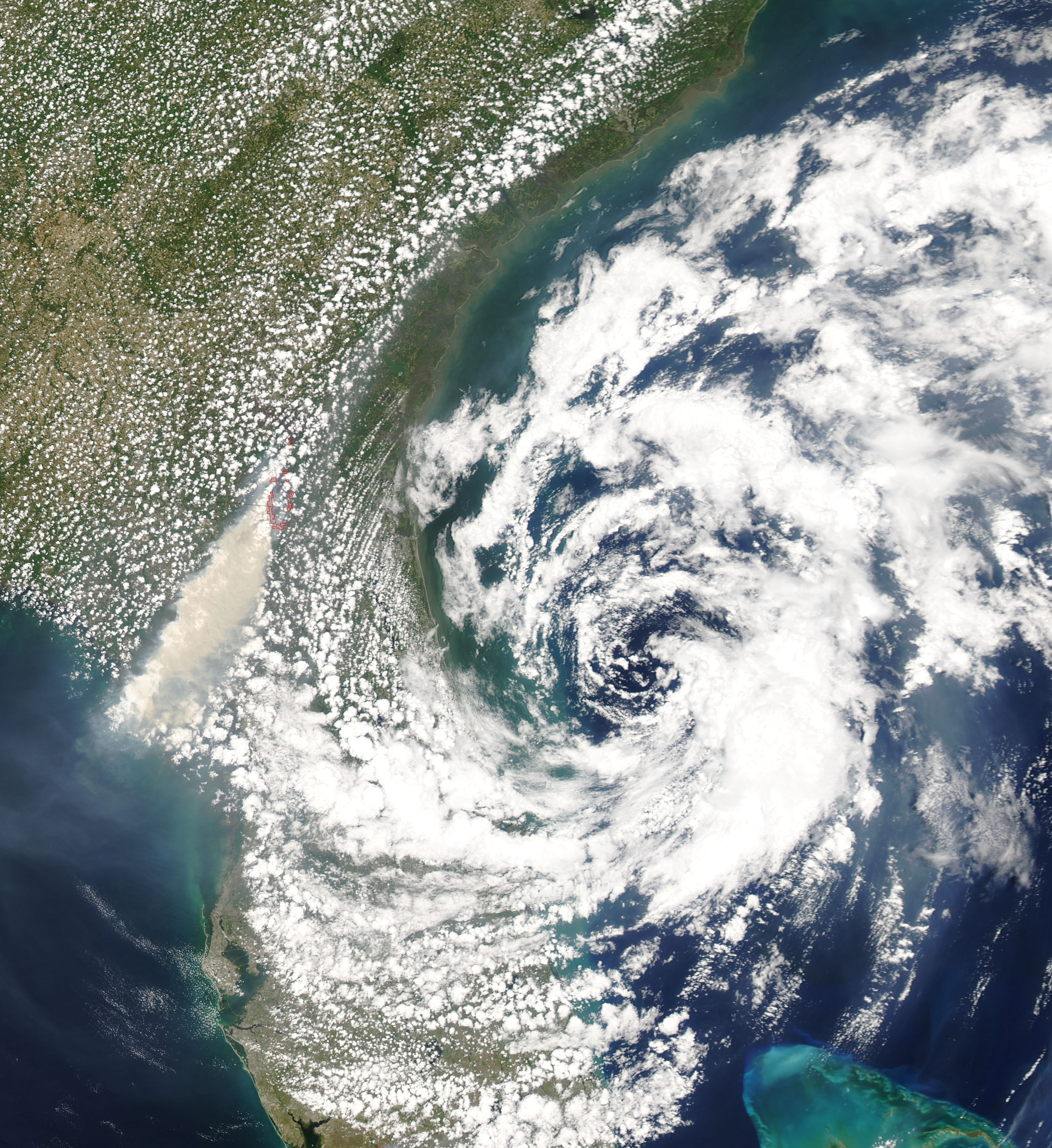
Subtropische storm Andrea in 2007

Een subtropische cycloon is een lagedrukgebied dat kenmerken heeft van frontale depressies en tropische cyclonen. Ze komen voor in vele variaties, vooral aan de westkust van India. De lage luchtdruk is vooral aanwezig in de bovenlucht waar rond de warme kern in het vlak tussen het 600 en 400 hPa-vlak de sterkste winden voorkomen. De kenmerken aan het aardoppervlak zijn veel minder duidelijk. Door de dalende luchtdruk in de koude kern en de aanhoudende regen uit vooral altostratus lijken ze hier meer op het beginstadium van een tropische cycloon. De neerslag valt vooral ten zuiden en westen van de kern. Verder buiten de kern komt het weer meer overeen zoals dat aangetroffen wordt in passaatgebieden. Subtropische cyclonen kunnen een tot drie weken quasistationair aanhouden. In het noordoosten van de Arabische Zee komen ze vooral voor tussen half juni en half september, terwijl ze ook wel voorkomen in april en mei in de Golf van Bengalen.